# パッション (1982年の映画)
『パッション』（Passion、「情熱」あるいは「受難」の意）は、1981年製作、1982年公開の、ジャン＝リュック・ゴダール監督によるフランス・スイス合作の長篇劇映画である。

## 概要
1979年、長篇劇映画『勝手に逃げろ/人生』で商業映画に復帰したゴダールの復帰第2作である。前作に引き続き、フランスのスター女優イザベル・ユペールとドイツのスター女優ハンナ・シグラを迎え、ポーランド派・アンジェイ・ワイダ監督の『大理石の男』（1977年）に主演したイェジー・ラジヴィオヴィッチを「映画監督」役に起用した。
本作は、本作と同タイトルのビデオ映画『パッション』をスイスで撮影する、というもので、映画内映画では、レンブラント・ファン・レイン、ウジェーヌ・ドラクロワ、フランシスコ・デ・ゴヤらの絵画を実際のセット、コスチューム、人物で再現しようという挑戦が行われている。
映画内映画『パッション』が活人画映画の対象とする絵画は、レンブラントの『夜警』、ゴヤの『裸のマハ』、同『5月3日の銃殺』、同『カルロス4世の家族』、ドミニク・アングルの『小浴女』、ドラクロワ『十字軍のコンスタンティノープル入場』、同『天使と闘うヤコブ』、アントワーヌ・ヴァトーの『シテール島への船出』である。⇒#ギャラリー
『勝手に逃げろ/人生』にひきつづきゴダールの初期映画群を支えた撮影監督・ラウール・クタールが映画内でも撮影監督を演じている。照明技師役のジャン＝フランソワ・ステヴナンは、本業はフランソワ・トリュフォーの共同作業者として知られる映画監督であり、ハンガリー出身のプロデューサーを演じるラズロ・サボはゴダールの長篇第2作『小さな兵隊』以来のゴダール組の常連俳優で、『恋のモンマルトル』（1975年）等の監督としても知られる。アニエス・バンファルヴィはハンガリーの女優である。
1982年5月14日から同26日に開催された第35回カンヌ国際映画祭でコンペティション作品として正式出品され、撮影監督のクタールが技術大賞を獲得した。1983年のセザール賞で、最優秀作品賞、最優秀監督賞（ゴダール）、最優秀撮影賞（クタール）にノミネートされたが、賞は逃した。
日本では1983年（昭和58年）11月19日、東京・六本木に同日開場した映画館シネ・ヴィヴァン六本木のオープニング作品として、フランス映画社の配給により公開された。19年を経て、ザジフィルムズが上映権を獲得、2002年（平成14年）7月27日から再映された。
メイキングとして撮影、ゴダールが監督・編集したビデオ映画『「パッション」のためのシナリオ』がのちに発表された。

## ギャラリー

レンブラント・ファン・レイン 『夜警』
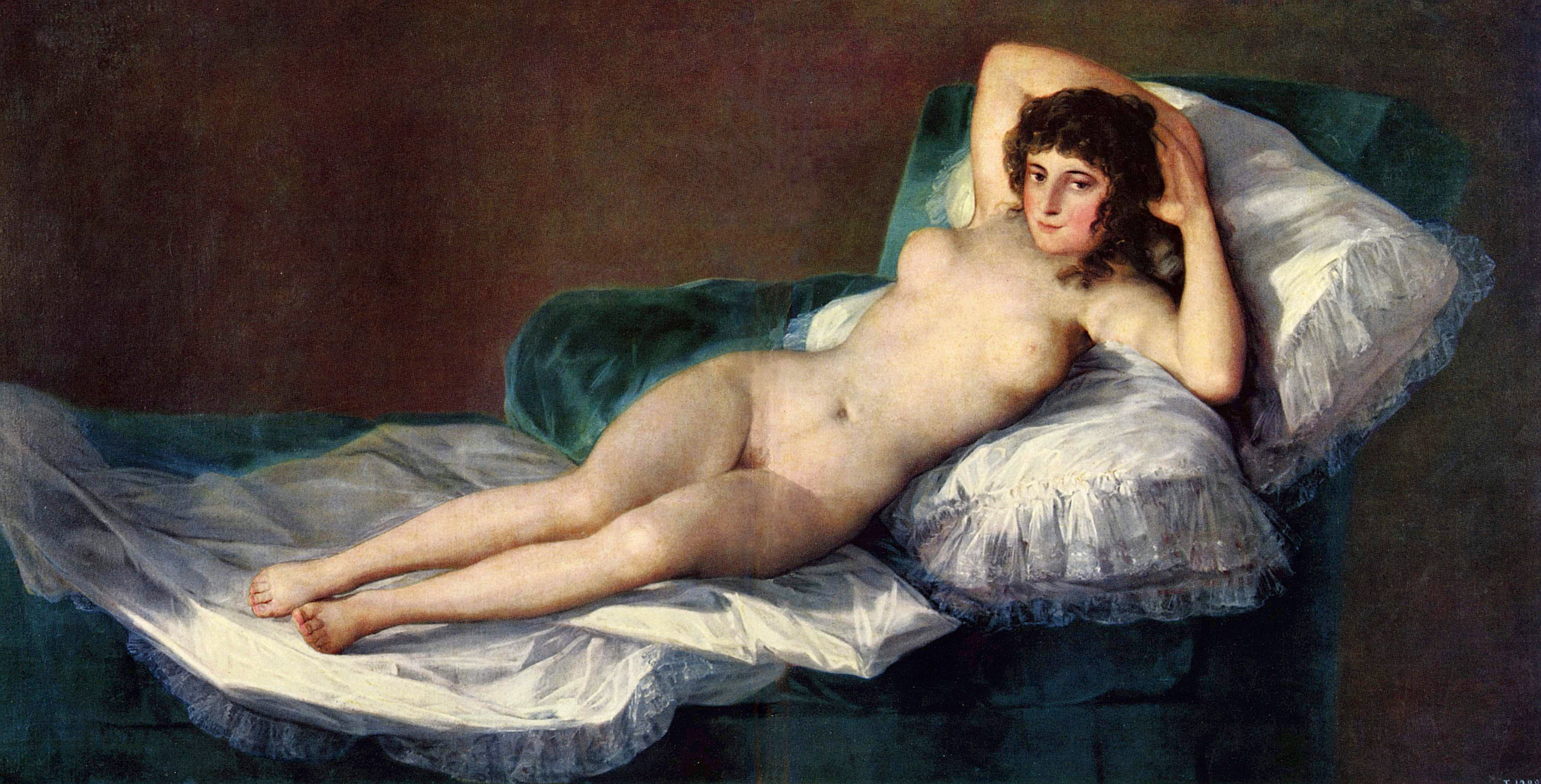
フランシスコ・デ・ゴヤ 『裸のマハ』
フランシスコ・デ・ゴヤ 『5月3日の銃殺』
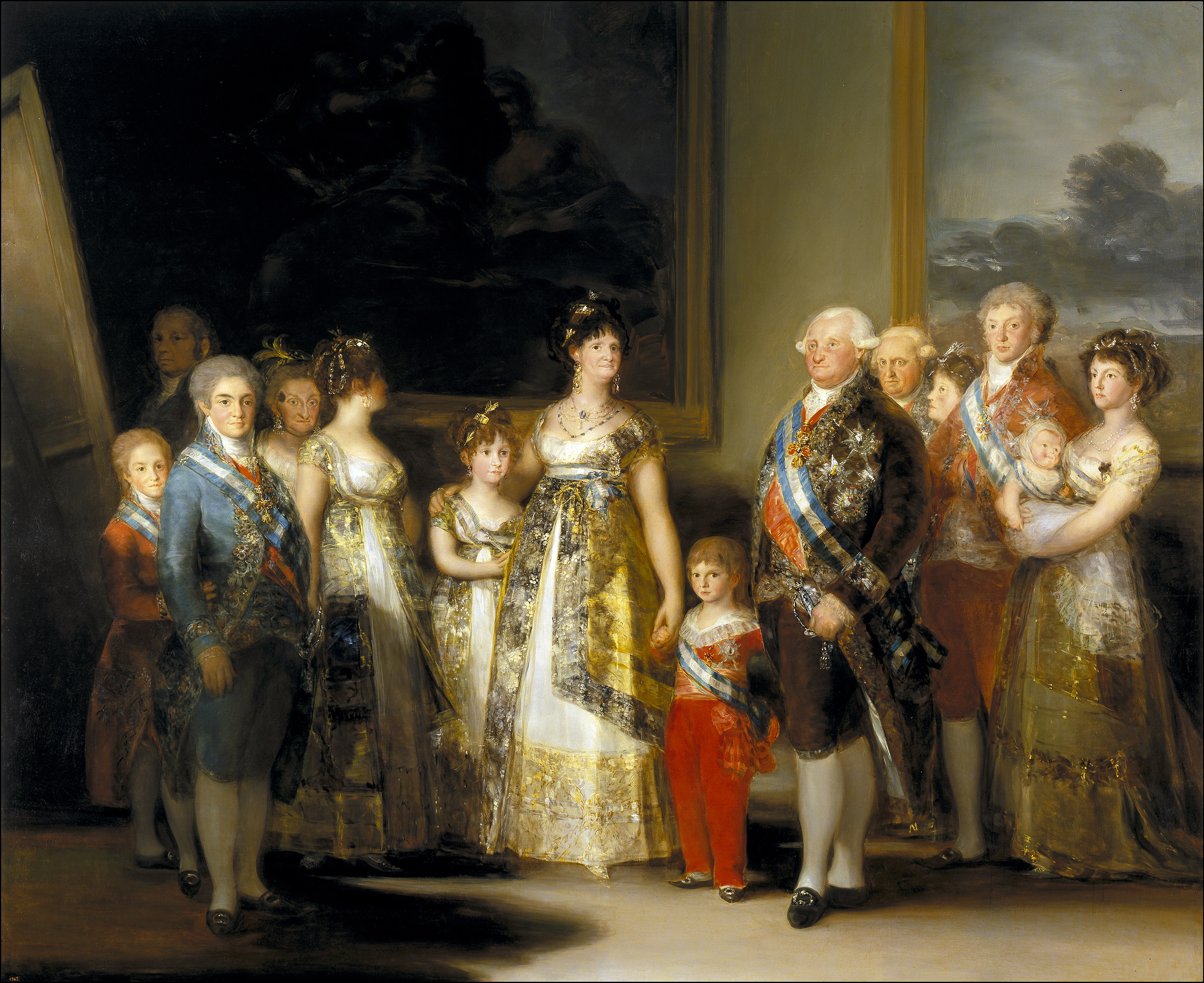
フランシスコ・デ・ゴヤ 『カルロス4世の家族』
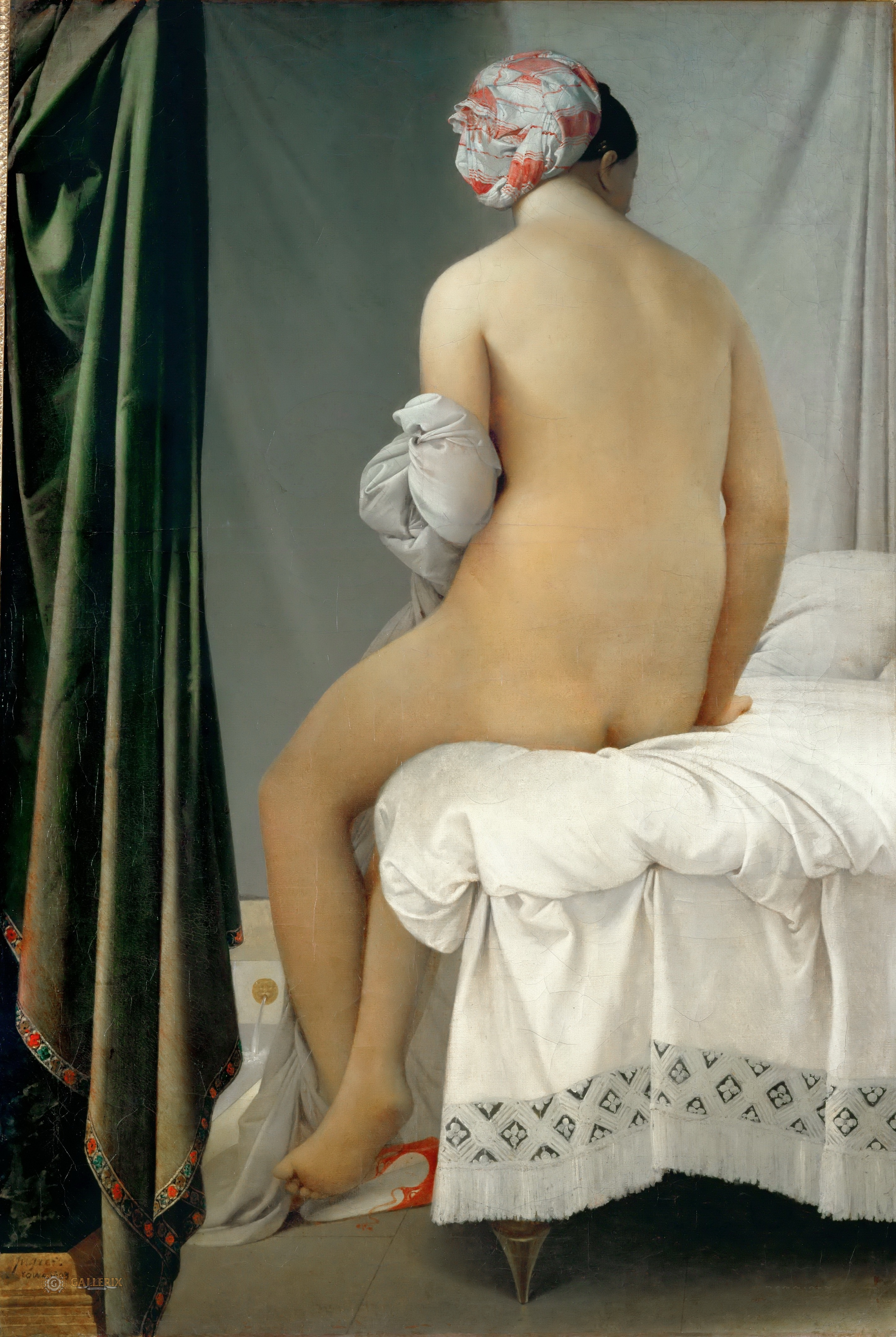
ドミニク・アングル 『小浴女』
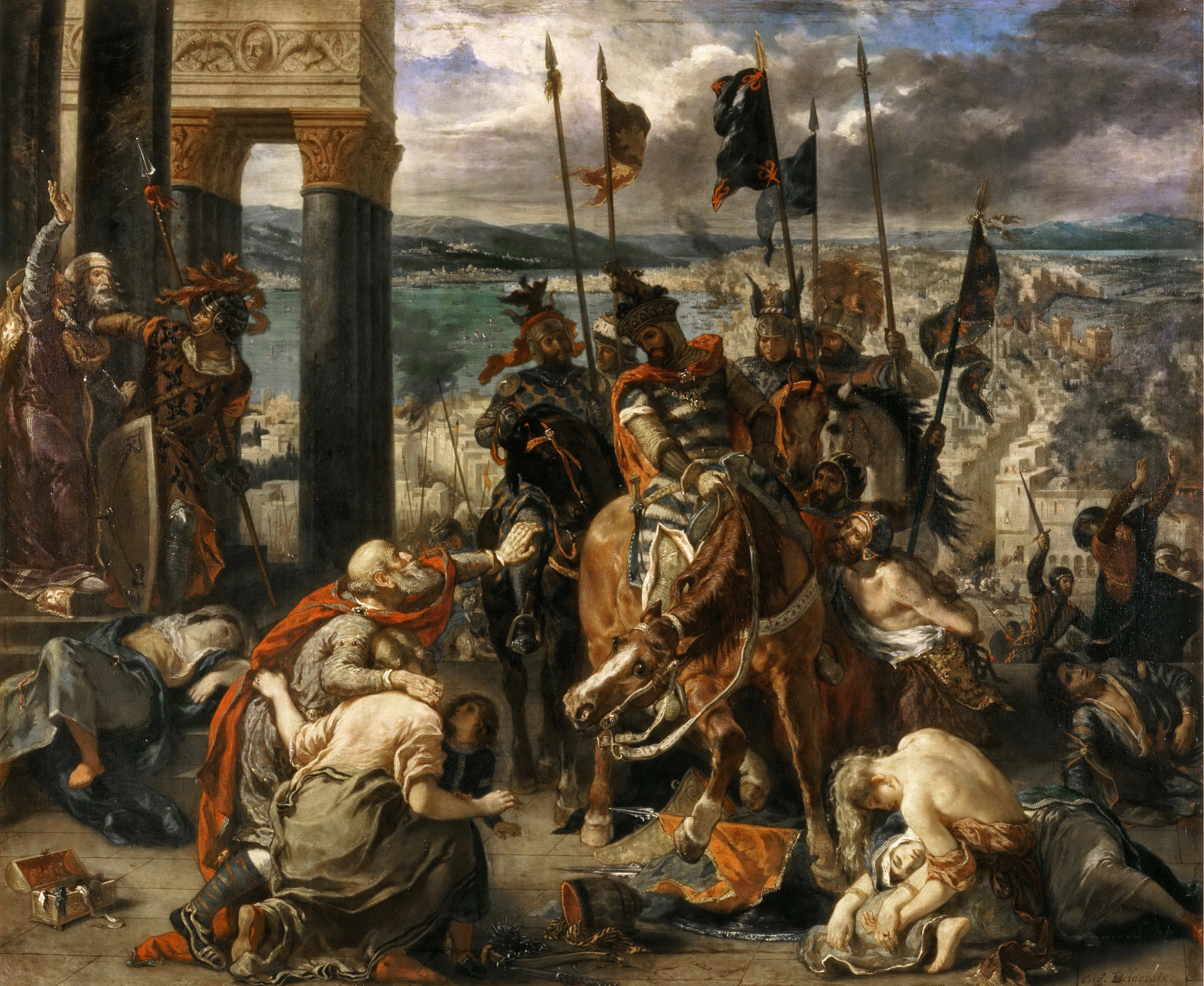
ウジェーヌ・ドラクロワ 『十字軍のコンスタンティノープル入場』
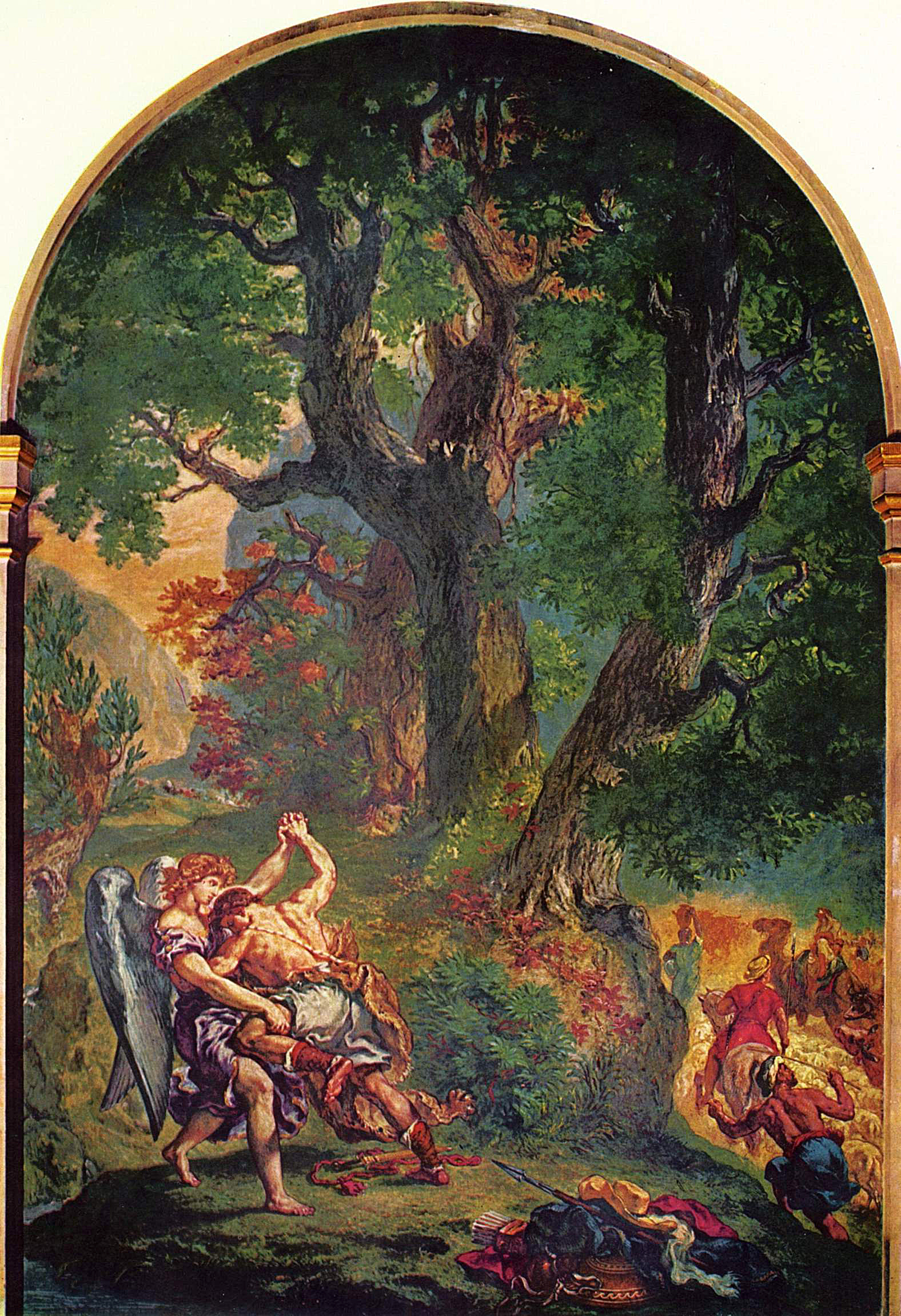
ウジェーヌ・ドラクロワ 『天使と闘うヤコブ』
アントワーヌ・ヴァトー 『シテール島への船出』

## スタッフ
- 監督・脚本・編集 : ジャン＝リュック・ゴダール
- 撮影監督 : ラウール・クタール
- 録音 : フランソワ・ミュジー、ベルナール・ル・ルー
- 音楽 : ルートヴィヒ・ヴァン・ベートーヴェン、アントニン・ドヴォルザーク、ガブリエル・フォーレ、ヴォルフガング・アマデウス・モーツァルト
- ビデオ撮影 : ジャン＝ベルナール・ムヌー
- スチル写真 : アンヌ＝マリー・ミエヴィル
- 助監督 : ベルナール・トゥーベ
- 製作主任 : ルート・ヴァルトブルゲール、ダニエル・シュヴァリエ
- プロデューサー : アラン・サルド
- 製作 : レ・フィルムA2、フィルム・エ・ヴィデオ・プロデュクシオン、ラジオ・テレヴィジオン・スイス・ロマンド、サラ・フィルム、ソニマージュ

## キャスト
- イザベル・ユペール （女工イザベル役）
- ハンナ・シグラ （ホテル経営者ハンナ役）
- ミシェル・ピコリ （工場主ミシェル・ブーラール役）
- イェジー・ラジヴィオヴィッチ （映画監督ジェルジー役）
- ラズロ・サボ （プロデューサー・ラズロ役）
- ジャン＝フランソワ・ステヴナン （照明技師役）
- パトリック・ボネル （助監督パトリック・ボネル役）
- ソフィ・リュカシェフスキ （スクリプター・ソフィ役）
- バルバラ・ティシエ
- マガリ・カンポ （エキストラ女優マガリ役）
- ミリアム・ルーセル （ミリアム役）
- セルジュ・デザルナノス
- アニエス・バンファルヴィ
- エジオ・アンブロゼッティ
- マニュエル・バルタザール
- サラ・ボーシェーヌ （ホテルのメイド・サラ役）
- ベルナール・トゥーベ
- サラ・コアン＝サリ （サラ役）
- カトリーヌ・ヴァン・コヴェンベルジュ
- ソフィ・マリー
- コルネラ・マンドリー
- カティ・マルシャン
- マリー＝アニック・アブグラル
- ルネ・マンノチエ
- フランティゼック・マンディック
- アッティラ・ボコール

## ストーリー
1981年、スイスの小村にあるスタジオで、ビデオ映画を撮影するチームがいる。ポーランド人の監督ジェルジー（イェジー・ラジヴィオヴィッチ）、ハンガリー出身のプロデューサー・ラズロ（ラズロ・サボ）、スイス人の助監督パトリック（パトリック・ボネル）、フランス人の撮影監督クタールたちが、撮ろうとしている映画のタイトルは『パッション』、「情熱」という意味と「受難」という意味をもつ。レンブラント、ドラクロワ、ゴヤ等の名画を俳優で再現することがそのテーマである。
撮影はうまくいっていない。クランクイン以来4か月が経過しているが、光がなっていないと監督がダメ出しをつづけているのだ。予算は膨大に超過し、中止のしようもない状態に陥っていた。
同年12月13日、ポーランドで戒厳令が発令される。その直後の冬の日、イザベル（イザベル・ユペール）は工場から解雇を言い渡される。工場主ミシェル・ブーラール（ミシェル・ピコリ）は違約金を払わず、労働者による抗議集会が準備される。イザベルは撮影隊に集会への参加を訴えるが、独立自主管理労働組合「連帯」の国からきたはずのジェルジーは冷淡だ。撮影チームの宿泊先のホテルの経営者ハンナ（ハンナ・シグラ）は、ジェルジーとイザベルの仲を怪しみ、ハンナの夫の工場主ミシェルは、ハンナとジェルジーの仲を怪しんでいる。イザベルの家で行われた抗議集会は不発に終わる。
ついに撮影は崩壊、プロデューサーのラズロはジェルジーにアメリカへ行けと迫る。ミシェルは工場を閉鎖、廃業する。ハンナも、イザベルも、ジェルジーも雪道を去っていく。

## 註
1. ↑  キネマ旬報DB内の「パッション」の項の記述を参照。